# Winnie Pooh
Winnie Pooh glavni je lik iz crtanog filma Velike pustolovine Winnieja Pooha koju je napisao engleski pisac A. A. Milne.
Winnie Pooh je žuti medvjedić. Jako je šaljiv i čini sve da se domogne svoje najveće poslastice-meda.U filmu o tigru pokušao je uspavati pčele kako bi se domogao meda. Dobar je prijatelj i uvijek pomaže drugima. Uvijek nosi kratku crvenu majicu.
Najdraža hrana mu je med. Najbolji prijatelj mu je praščić. Živi sam, no kasnije praščić dolazi kod njega. Najdraže što govori je: Oh, bother.

## Vanjske poveznice
|  | Zajednički poslužitelj ima još gradiva o temi Winnie Pooh |

- Članak o Winniju na IMDb-u  Arhivirana inačica izvorne stranice od 23. lipnja 2012. (Wayback Machine)